# Benjamin Oliver Foster
Benjamin Oliver Foster (1872 – 1938) fue un filólogo clásico estadounidense y profesor de la Universidad de Stanford.  Es conocido por su traducción de los primeros cinco volúmenes de Ab Urbe Condita de Livio (libros 1-22) para la Biblioteca Clásica Loeb. 

## Vida personal
Se casó con Anna Lee el 3 de junio de 1902. 